# Pimpinella robynsii
Pimpinella robynsii är en flockblommig växtart som beskrevs av C.Norman. Pimpinella robynsii ingår i släktet bockrötter, och familjen flockblommiga växter. Inga underarter finns listade i Catalogue of Life.